# Orocrambus horistes
Orocrambus horistes là một loài bướm đêm trong họ Crambidae.